# Johannie Spaan
Johannie Maria Spaan est une biologiste sud-africaine, s'intéressant à la biologie de la faune sauvage.

## Recherches
Elle a fait partie des quinze jeunes scientifiques choisies par le programme « Prix L'Oréal-Unesco pour les femmes et la science » pour recevoir une bourse internationale afin de poursuivre leurs projets de recherche.
Après ses études en zoologie et écologie à l’université de technologie de Tshwane, ses premiers travaux ont d'abord consisté à conduire des études comportementales sur les écureuils du Cap. Depuis Johannie Spaan étudie les buffles, notamment si le traitement contre un ver parasite a un impact sur leur résistance aux maladies, telles que la tuberculose.
Après l'université de Pretoria, Johannie Spaan a été acceptée au College of Veterinary Medicine de l'université d'État de l'Oregon et à l'université de Géorgie aux États-Unis afin de finir sa thèse de doctorat.